# Pienza
Pienza es una ciudad italiana de 1076 habitantes en la provincia de Siena, en Toscana. Es probablemente el centro artístico más famoso e importante de todo el Valle d'Orcia. No está lejos de la carretera estatal Cassia y de los otros dos centros importantes del valle, San Quirico d'Orcia y Castiglione d'Orcia. El centro histórico fue declarado Patrimonio de la Humanidad por la UNESCO en 1996.

## Geografía

### Territorio
- Clasificación sísmica: zona 3 (baja sismicidad), Ordenanza PCM 3274 del 20/03/2003
- Clasificación climatica: zona E, 2113 GR/G
- Difusividad atmosférica: alta, Ibimet CNR 2002

### Clima
El clima del Valle d'Orcia y Pienza tiene características continentales moderadas, más pronunciadas en los valles debido al fenómeno frecuente de la inversión térmica. Los veranos son cálidos y secos, mientras que los inviernos son moderadamente rígidos. Las precipitaciones más bien irregulares están contenidas gracias a la ubicación del área bajo el viento en comparación con el Monte Amiata, que bloquea o atenúa los vientos húmedos del suroeste.
La tabla que muestra los datos de la estación meteorológica de Pienza muestra los valores promedio registrados en Pienza y que pueden considerarse confiables para la mayoría del Valle d'Orcia.

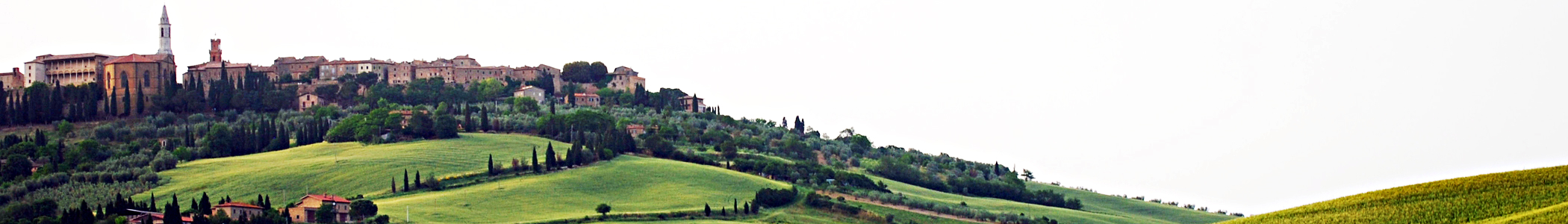
Pienza

## Historia
La ciudad hasta 1462 no era más que un pequeño pueblo llamado Corsignano. El evento que cambió su suerte fue el nacimiento en 1405 de Enea Silvio Piccolomini, que 53 años más tarde se convirtió en el Papa Pío II. Un simple viaje del pontífice a Mantua lo llevó a cruzar el lugar de nacimiento y la degradación que encontró le llevó a decidir la construcción de una nueva ciudad ideal sobre la antigua aldea, confiando el proyecto de renovación al arquitecto Bernardo Rossellino. La construcción duró aproximadamente cuatro años y sacó a la luz una ciudad armoniosa con formas típicamente del siglo XV. La muerte prematura del papa Pío II también cerró la historia de la nueva ciudad, que desde entonces ha sufrido cambios limitados.
Por la belleza de su histórico centro renacentista, en 1996 Pienza se convirtió en parte del patrimonio natural, artístico y cultural de la UNESCO, seguido en 2004 por la misma zona del valle en la que se encuentra: el Valle d'Orcia.
Historia natural: en 2003, en la reserva natural de Lucciola Bella, fueron hallados los restos fósiles de un Etruridelphis giulii, un mamífero marino similar a un delfín especie qué vivió en el área hace más de 4,5 millones de años, en un período en el que los barrancos actuales eran el fondo del mar Tirreno. El fósil ha sido considerado por los estudiosos, de gran valor científico, porque es el hallazgo más completo de esta especie  en el mundo.

### Honores
Pienza se encuentra entre las ciudades condecoradas por su valor militar durante la guerra de liberación, galardonada con la medalla de plata por valor militar por los sacrificios de su gente y por su actividad en la lucha de partisanos durante la Segunda Guerra Mundial.

## Monumentos y lugares de interés
Gran parte del importante patrimonio histórico y artístico de Pienza se concentra en la evocadora plaza dedicada al Papa Pío II, una personalidad que le dio mucho a la ciudad, tratando de convertirla en su "ciudad ideal" del Renacimiento. Sus proyectos, confiados a Bernardo Rossellino, solo se completaron parcialmente, pero siguen siendo uno de los ejemplos más significativos de planificación urbana racional en el Renacimiento italiano. La catedral renacentista quedó inmediatamente aislada y claramente visible, enfrente, el Palacio Comunal y junto al Palacio Borgia y el Palacio Piccolomini. El Romitorio es un complejo de habitaciones excavadas en la arenisca por monjes ermitaños y se encuentra cerca de Pienza. En una de las cuevas se encuentra la escultura de una Virgen con seis dedos, atada a un milagro de San Juan Damasceno que atestigua las relaciones de los monjes con el mundo ortodoxo.

### Arquitectura religiosa
- Catedral de Pienza
- Iglesia de San Francisco
- Monasterio de Sant'Anna in Camprena
- Iglesia de San Bernardino en el Castillo de Pienza
- Iglesia de San Leonardo y Cristóforo en Monticchiello
- Pieve di Santa Maria dello Spino en Monticchiello
- Capilla de San Regolo (Palacio Massaini)
- Iglesia de la Misericordia
- Iglesia de San Juan
- Iglesia de Santa Caterina
- Pieve dei Santi Vito e Modesto a Corsignano
- Romitorio
- Abadía de San Pietro in Campo
- Pieve de Santa Maria a Cosona
- Capilla del castillo de Cosona
- Iglesia de San Nicolás en Spedaletto
- Capilla del Borghetto
- Capilla de Palazzone

### Arquitectura civil
- Palazzo Piccolomini
- Palacio Comunal
- Palacio Borgia, sede del Museo Diocesano
- Conservatorio de San Carlo
- Palacio Gonzaga Simonelli
- Palacio Pincelli
- Villa Benocci
- Villa Fregoli
- Villa del Borghetto
- Palacio Massaini

### Arquitectura militar
- Murallas de Pienza
- Castillo de Spedaletto
- Castillo de Cosona
- Castillo Bifolchi
- Torre de Palazzone
- Torre Tarugi

### Áreas naturales
- Reserva natural Lucciola Bella
- Roble de Checche

### Lista completa de rutas históricas
- Via dell'Abbandono
- Via dell'Amore
- Via dell'Angelo
- Via dell'Apparita
- Via del Bacio
- Via del Balzello
- Via della Buca
- Via Buia
- Vicolo della Canonica
- Piazza Carletti
- Vicolo Carletti
- Via Case Nuove
- Via del Casello
- Vicolo della Chiocarella
- Largo della Chiocarella
- Via della Chiochina
- Vicolo Cieco
- Via Condotti
- Via Dogali
- Via Elisa
- Via della Fortuna
- Via del Fosso
- Via del Giglio
- Via Gozzante
- Via del Leone
- Via Guglielmo Marconi
- Via delle Mura
- Via Pia
- Vicolo Piano
- Piazza Pio II
- Via della Rosa
- Vicolo Serve Smarrite
- Piazza di Spagna
- Via Stretta
- Via Torta
- Via della Volpe
- Via S.Andrea
- Via S.Carlo

## Sociedad

### Evolución demográfica
Habitantes censados
| Gráfica de evolución demográfica de Pienza entre 1861 y 2001 |
|                                                              |
| Fuente ISTAT - elaboración gráfica de Wikipedia              |

### Etnias y minorías extranjeras
Según los datos de ISTAT al 31 de diciembre de 2010, la población extranjera residente era de 152 personas. Las nacionalidades más representadas en función de su porcentaje del total de la población residente fueron:
- Rumanía 57 2,61%

### Tradiciones y folclore
Desde 1960, en la primera semana de septiembre, el Palio del cacio al fuso tiene lugar en la plaza principal. Se coloca un fuso en el centro del cuadrado y se dibujan circunferencias concéntricas, cada una con un valor decreciente en función al aumento de radio. Hay seis equipos, cada equipo tiene seis miembros y algunos reservas. Los competidores ruedan un queso en el suelo de la plaza, tratando de acercarlo lo más posible al fuso. Cada miembro tiene tres lanzamientos disponibles, el equipo que obtiene la puntuación más alta gana el Palio diseñado por artistas locales.

## Geografía antrópica
El área municipal de Pienza está compuesta, además de la capital, por la aldea de Monticchiello, el único centro habitado con estatus de aldea dentro del municipio. Otros pueblos más pequeños son Camprena, Castelluccio, Cosona, Palazzo Massaini y Spedaletto.

## Economía

### Artesanía
En lo que se refiere a la artesanía, el arte del hierro forjado sigue estando activo, generalizado y reconocido.

## Administración
A continuación se muestra una tabla que muestra las administraciones que han seguido en este municipio:
| Periodo | Periodo | Nombre             | Partido                    | Puesto  | Nota  |
| ------- | ------- | ------------------ | -------------------------- | ------- | ----- |
| 1985    | 1990    | Vera Petreni       | Partido Comunista Italiano | Alcalde | [ 9 ] |
| 1990    | 1995    | Sauro Machetti     | Partido Comunista Italiano | Alcalde | [ 9 ] |
| 1995    | 1999    | Sauro Machetti     | Lista Cívica               | Alcalde | [ 9 ] |
| 1999    | 2004    | Marco Del Ciondolo | Centro-Derecha             | Alcalde | [ 9 ] |
| 2004    | 2009    | Marco Del Ciondolo | Centro-Derecha             | Alcalde | [ 9 ] |
| 2009    | 2014    | Fabrizio Fè        | Lista Cívica la Piazza     | Alcalde | [ 9 ] |
| 2014    | Act.    | Fabrizio Fè        | Lista Cívica la Piazza     | Alcalde | [ 9 ] |

## Deportes

### Fútbol
El equipo de fútbol principal de la ciudad es la Società Polisportiva Dilettantistica Pienza 1969 que juega en el Grupo I de la Segunda División, y fue fundado en 1969.